# NPO Vympel
NPO Vympel (en ruso: Вымпел) es una compañía rusa de investigación y desarrollo basada cerca de Moscú, conocida principalmente por sus misiles aire-aire. Otros proyectos incluyen misiles antiaéreos (SAM), y misiles antibalísticos. Comenzó en la era soviética Buró Experimental de Desarrollo (OKB) 134, luego de la Segunda Guerra Mundial, con Ivan I. Toropov a la cabeza del equipo de diseño.

## Historia
El primer producto desarrollado fue el misil K-7, y el primer misil fabricado en serie fue el K-13 (R-13), en 1958. Toropov se mudó a las instalaciones de la aviación en Túshino en 1961 y fue reemplazado por Andrey Lyapin.
Entre 1966 y 1968 el OKB fue renombrado a Vympel ("Bandera"). En 1977, Matias Bisnovat del  Molniya NPO murió, y todos los trabajos relacionados con misiles fueron traspasados a Vympel. G. Khokhlov lideró el equipo hasta 1981, cuando fue sucedido por Genadiy A. Sokolovski. En esta etapa se producen los misiles aéreos más notables que arman a los cazabombarderos rusos, los R-23/R-24, R-27, R-33, R-73 y R-77.
En 1992 se inició el GosMKB Vympel, o "Buró Estatal de Fabricación de Maquinaria Vympel" sobre la base del antiguo OKB, formándose en mayo de 2004 la OAO Korporatsya Takticheskovo Raketnovo Vooruhjeniya o "Corporación para las Armas Tácticas Misilísticas", donde Vympel forma parte de diseño y desarrollo.

## Proyectos notorios

### Misiles aire-aire
- K-13/R-13 (AA-2 "Atoll")
- R-4 (AA-5 "Ash")
- R-23/R-24 (AA-7 "Apex")
- R-27 (AA-10 "Alamo")
- R-33 (AA-9 "Amos")
- R-37 (AA-13 "Arrow")
- R-40 (AA-6 'Acrid')
- R-60 (AA-8 "Aphid")
- R-73 (AA-11 "Archer")
- R-77 (AA-12 "Adder")

### Misiles aire-tierra
- Kh-29 (AS-14 "Kegde")
- Terra-3 láser

### Misiles tierra-aire
- Sistema de misiles Kub (SA-6 "Gainful"), designación industrial: 3M9SA.